# Despise the Sun
Despise the Sun drugi je EP američkog death metal-sastava Suffocation. Diskografska kuća Vulture Records objavila ga je 1998.

## O albumu
Bilo to je posljednje izdanje prije raspada Suffocationa i kasnije reformacije 2003. i posljednja na kojoj su se pojavili gitarist Doug Cerrito i basist Chris Richards. Posljednji je album koji je producirao Scott Burns, koji je radio na Effigy of the Forgotten iz 1991. i Pierced from Within iz 1995., nakon što se povukao iz glazbene industrije nakon njihovog snimanja 1997. EP je ponovno objavljen 30. travnja 2002. preko Relapse Recordsa.
Posljednja pjesma, "Catatonia", izvorno se pojavila na EP-u Human Waste.
Uzorak s početka pjesme "Funeral Inception" sadrži glas Kevina Spaceyja iz filma Privedite osumnjičene.

## Popis pjesama
| 1.    | »Funeral Inception« | Doug Cerrito | Cerrito                               | 3:57 |
| 2.    | »Devoid of Truth«   | Cerrito      | Dave Culross, Cerrito, Terrance Hobbs | 2:31 |
| 3.    | »Despise the Sun«   | Cerrito      | Cerrito, Hobbs                        | 3:20 |
| 4.    | »Bloodchurn«        | Frank Mullen | Culross, Cerrito, Hobbs               | 2:43 |
| 5.    | »Catatonia«         | Suffocation  | Suffocation                           | 4:02 |
| 16:33 |                     |              |                                       |      |

## Osoblje
| Suffocation - Frank Mullen – vokal - Doug Cerrito – gitara, dizajn, koncept naslovnici, logotip, umjetnički smjer - Terrance Hobbs – gitara - Chris Richards – bas-gitara - Dave Culross – bubnjevi, koncept naslovnici | Ostalo osoblje - Brian Harding – asistent inženjera zvuka - Steve Heritage – asistent miksanja, asistent masteringa - Robert Weigel – fotografije sastava - Jason Fligman – izvršna produkcija - Travis Smith – grafički dizajn, koncept naslovnici, umjetnički smjer, dizajn - Scott Burns – produkcija, inženjer zvuka, miks, mastering |